# Пустыльник, Иосиф Яковлевич
Ио́сиф Яковлевич Пустыльник (1905, Балта — 1991, Москва) — советский композитор, скрипач, педагог, теоретик музыки.

## Биография
Иосиф Яковлевич Пустыльник родился 17 января 1905 в Балте Подольской губернии (ныне Одесская область, Украина).
В 1924 году поступил и в 1929 году окончил Одесскую консерваторию по классу дирижирования Г. А. Столярова.
Однако работу в качестве дирижёра он себе не нашёл и в 1925—1926 годах был рядовым скрипачом Одесского оперного театра.
И. Я. Пустыльник принял решение повысить свою музыкальную квалификацию и окончил в 1936 году Ленинградскую консерваторию по классу композиции П. Б. Рязанова.
С этих пор И. Я. Пустыльник связал всю свою музыкальную судьбу с Ленинградом и Ленинградской консерваторией. Сначала, в 1938, он преподавал композицию в Центральном музыкальном техникуме в Ленинграде, но уже в 1939 получил место преподавателя и в Ленинградской консерватории.
В связи с Великой Отечественной войной судьба на время отлучила его от Ленинградской консерватории.
В 1942—1943 годах он работал дирижёром Казанского управления кинофикации, а в период с 1943 по 1944 годы — дирижёром филармонии в Ижевске.
В 1963 И. Я. Пустыльник получил звание и должность доцента Ленинградской консерватории, а после написания докторской диссертации на тему «Подвижной контрапункт и свободное письмо» с 1967 работал на должности профессора, так и не защитив свою докторскую работу официально.
После войны в начале 1947 И. Я. Пустыльник близко сошёлся с И. Г. Адмони, который совместно с единомышленниками занимался в те годы организацией при Доме композиторов в Ленинграде неформального бесплатного (народного) музыкального учреждения — Семинара самодеятельных композиторов. Будучи преподавателем Ленинградской консерватории, И. Я. Пустыльник смог придать семинару статус фактически отделения Ленинградской консерватории (без права выдачи государственных дипломов). Он всегда способствовал участникам семинара в поступлении в Ленинградскую консерваторию.
В годы перестройки в связи с ухудшившимся здоровьем И. Я. Пустыльник был вынужден покинуть любимые Ленинград и Ленинградскую консерваторию и переехать к дочери в Москву, где и умер в 1991 в возрасте 86 лет.

### Музыкальное творчество
В довоенное время И. Я. Пустыльник писал музыку к кинофильмам, в частности к фильмам «Патриот» (1939) и «Возвращение» (1940). Однако его всегда притягивал жанр оперы.
Ещё в 1933 он создал ставшее чуть позже его самым популярным сочинением детскую оперу (по его собственному либретто) на стихи С. Я. Маршака «Пожар», которая много лет исполнялась по радио и радовала довоенную детвору.
В 1950-е неоднократно в Ленинградской филармонии исполнялась его симфоническая кантата по мотивам стихов Мусы Джалиля. Не был оставлен без внимания публики и его цикл романсов на стихи Мусы Джалиля.
Главным композиторским достижением И. Я. Пустыльника стало создание им первой чувашской оперы «Нарспи» («Беглянка»), которую он написал в 1952 по поэме «Нарспи» К. В. Иванова (либретто И. С. Максимова-Кошкинского и П. М. Градова). В марте 1955 силами хора, оркестра и солистов Чувашской государственной филармонии и Чувашского государственного ансамбля песни и танца в Чебоксарах были поставлены 3 картины из этой оперы (музыкальный руководитель Ф. М. Лукин, дирижёр В. А. Ходяшев, режиссёр И. С. Максимов-Кошкинский, художник П. Д. Дмитриев, в главной роли выступила сопрано Т. И. Чумакова). Большого успеха опера не имела, но вошла в историю чувашского народа как самое первое оперное описание жизни простых чувашей.
В 1958 в Москве была исполнена его опера «Чайка».

### Научная работа
В молодости, в годы учения в Одесской консерватории, И. Я. Пустыльник увлёкся полифонической музыкой и уже в те годы научился свободно писать зеркальный канон (одна из музыкальных полифонических форм), который можно было играть справа налево и наоборот.
В зрелые годы он осознал всю силу полифонического мышления и принялся за систематическое исследование творчества большинства композиторов, использовавших технику полифонического письма, начиная с И. С. Баха вплоть до творений своего современника Д. Д. Шостаковича.
В результате в 1973 он создал фундаментальный труд «Хрестоматия по канону» М., 1973.
Также огромное число композиторов использовало и использует по сей день в своём творчестве его популярнейшую, неоднократно переизданную научую работу «Практическое руководство к написанию канона». Л., 1959, 2-е изд. 1975.

### Основные произведения

#### музыкальные сочинения
- Оперы: «Пожар» (по мотивам стихов С. Маршака, 1933), «Продолжение следует» (антифашистская опера, была запрещена к постановке лично Сталиным, 1937), «Беглянка» (по поэме «Нарспи» К. В. Иванова, 1952), «Чайка» (по мотивам одноимённой пьесы А. П. Чехова, 1958)
- Симфоническая музыка: «Сюита» (1935), поэма «Памяти Мусы Джалиля» (1959), «Концертная пьеса» для скрипки и симфонического оркестра (1933), «Пьеса» для кларнета и симфонического оркестра (1956), монолог «Льдина» (на стихи М. Дудина,) для голоса и симфонического оркестра (1975)
- Кантата: «Пора!» (по поэме А. Твардовского «За далью даль») для солиста, хора и симфонического оркестра (1966)
- Камерная музыка: октет «Страницы из блокнота» для 2-х скрипок, альта, виолончели, контрабаса, флейты, кларнета и фортепиано (1961), «Квартет» для 2 скрипок, альта и виолончели с голосом (или английским рожком) (1974), для скрипки и фортепиано — «Напев» (1947), «Прелюдия» (1953), «Сюита» (1955)
- Вокальные циклы: на стихи Мусы Джалиля (1956), «Три рассказа для детей и взрослых» (слова С. Михалкова) для голоса и фортепиано (1964)
- «Увертюра» для оркестра баянов (1949), «Сюита» для эстрадного оркестра (1948)
- Хоровая музыка на стихи Мусы Джалиля
- Музыка к кинофильмам: «Патриот», «Возвращение».
- Песни: на слова С. Маршака, И. Баукова, В. Суслова и др.

#### научные издания
- «Практическое руководство к написанию канона» Л., 1959, 2-е издание 1975
- «Подвижной контрапункт и свободное письмо» Л., 1967
- «Хрестоматия по канону» М., 1973
- «Принципы ладовой организации в современной музыке» Л., 1979

## Членство в организациях
- Член Ленинградской организации Союза композиторов СССР

## Память
Похоронен в Москве на Новом Донском кладбище (22-й колумбарий)